# Romski memorijalni centar Uštica
Romski memorijalni centar Uštica obilježava stradanje Roma u genocidu tijekom Drugog svjetskog rata u Nezavisnoj Državi Hrvatskoj. Smješten u blizini Jasenovca, na mjestu masovnih likvidacija Roma od strane ustaškog režima, centar je otvoren 2. kolovoza 2020. na Međunarodni dan sjećanja na romski genocid. Područje Uštice sadrži 21 masovnu grobnicu s ostacima identificiranih žrtava i dio je Spomen-područja Jasenovac. Nakon godina zanemarivanja, inicijativu za osnivanje centra pokrenula je Hrvatska romska unija "Kali Sara" uz podršku Vlade RH i Grada Zagreba. Centar služi kao mjesto sjećanja i edukacije o genocidu nad Romima. 

## Povijest
Točan broj Roma ubijenih pod ustaškim režimom u Nezavisnoj Državi Hrvatskoj do danas je nepoznat. Procjene Spomen-područja Jasenovac govore o više od 16.000 žrtava, iako je stvarni broj vjerojatno veći. Romski je genocid dugo bio zanemaren, kako tijekom rata, tako i nakon njega. Komunističke vlasti poslijeratne Jugoslavije naglašavale su ideju "bratstva i jedinstva", umanjujući time specifičnu etničku dimenziju stradanja naroda žrtava genocida.
Područje Uštice, koje je dio Spomen-područja Jasenovac, prvi je put obilježeno u srpnju 1971. postavljanjem spomen-ploče. Obuhvaća 4.700 m² i na tom se prostoru nalazi 21 masovna grobnica, u kojima su posmrtni ostaci većine od 16.173 Roma identificiranih po imenu, koji su ubijeni unutar sustava koncentracijskog logora Jasenovac.
Unatoč povijesnom značaju, u Uštici se nije održavala komemoracija sve do 2012. godine. 2011. predstavnici Saveza Roma u Republici Hrvatskoj "Kali Sara", uključujući tadašnjeg predsjednika Veljka Kajtazija, posjetili su lokaciju i zatekli je u zapuštenom stanju. Kajtazi je 2014. godine, kao zastupnik u Hrvatskom saboru, uspješno predložio priznavanje 2. kolovoza kao Međunarodnog dana sjećanja na žrtve romskog genocida. 2018. godine, u suradnji s Vladom Republike Hrvatske i Gradom Zagrebom, "Kali Sara" je pokrenula inicijativu za osnivanje Romskog memorijalnog centara Uštica kao stalnog muzeja. Centar je službeno otvoren 2. kolovoza 2020. na Međunarodni dan sjećanja na genocid nad Romima. Otvorili su ga Suzana Krčmar, Veljko Kajtazi i Milan Bandić, uz prisustvo vjerskih predstavnika Srpske pravoslavne crkve, katoličke crkve i islamske zajednice.
- Spomen obilježje
- Romsko groblje
- Spomenik Hajriji, romskoj pravednici među narodima
- Aleja romskih žrtava

## Vanjske poveznice
- Službene stranice Romskog Memorijalnog centra Uštica